# Ladislaus Nagy von Alsó-Szopor
Ladislaus Freiherr Nagy de Alsö-Szopor (* 23. Juni 1803 in Vukovar; † 23. September 1872 in Graz) war ein kaiserlich österreichisch-ungarischer Generalstabsoffizier, der bis zum Feldzeugmeister aufstieg.

## Leben
Aus der ungarischen Adelsfamilie Nagy aus Ödenburg entstammend wurde er als Sohn von Joseph Nagy (1777–1839) und der Franziska geb. Bessenyei († 1832) in Syrmien geboren.

### Militärkarriere
Nagy trat am 17. Mai 1816 in die Militärakademie von Wiener Neustadt ein und wurde als Leutnant zum 11. Jäger-Bataillon ausgemustert. Er diente 1824 im Hauptquartier der k.k. Armee zu Neapel und ab Februar 1828 bei der militär-geographischen Landesbeschreibung in Dalmatien und Kroatien. 1828 zum Infanterie-Regiment Nr. 53 transferiert, wurde er am 15. April 1831 zum Oberleutnant ernannt. 1832 fungierte er als Adjutant des Generalmajor von Clam-Martiniz bei den Verhandlungen zu Berlin. Nachdem er am 17. April 1834 zum Hauptmann aufstieg, wurde er im Mai 1835 in den Generalquartiermeister-Stab versetzt. Als Generalstabs-Hauptmann stand er 1837 beim Okkupationskorps des Generalmajor Puchner in der Romagna um lieferte wertvolle Berichte über Livorno, Florenz und Ancona. Er rückte am 1. April 1839 zum Major auf und leitete 1841 und 1842 von Lucca aus die Militäraufnahme in der Toscana. 1839 und 1840 war er Generalstabschef des II. später von 1845 bis 1849 des I. Armeekorps in Italien. Er nahm 1848 unter General der Kavallerie Graf Wratislaw an den Straßenkämpfen in Mailand (18. März) und Melegnano, an der Schlacht von Santa Lucia, dem Gefecht von Curtatone (29. Mai) und bei Goito (30. und 31. Mai), der Einnahme von Vicenza sowie an der Schlacht von Custozza (25. Juli) teil. Am 8. Februar 1847 wurde er zum Oberstleutnant und am 18. August 1848 zum Oberst befördert. Für den Feldzug von 1848 erhielt Oberst Nagy das Ritterkreuz des Leopold-Ordens. Nach Eröffnung des Feldzuges von 1849 kämpfte er in den Gefechten bei Borgo S. Siro, Gambolo und Sforzesca. Ende April 1849 wurde Nagy wegen seiner genauen Kenntnis von Mittelitalien dem Expeditionskorps des FML Baron Wimpfen in der Romagna zugeteilt und wohnte der Übergabe von Bologna (16. Mai) und Ancona (19. Juni) bei. Er erhielt für diesen Heerzug den Orden der Eisernen Krone II. Klasse. Anfang Juli 1849 ins Hauptquartier nach Monza berufen, sollte er die Cernierung von Venedig forcieren. Im Herbste 1849 kam Nagy als Generalstabschef nach Wien, in welcher Stellung er auch nach seiner Beförderung zum Generalmajor verblieb.
Am 23. April 1852 wurde er zum Direktor der neuen Kriegsschule ernannt, jedoch trotz allgemeiner Zufriedenheit am 5. November 1854 wieder enthoben, um seine am 10. Februar 1853 zugewiesene Stellung als Adlatus des General-Quartiermeister Baron Heß zu übernehmen. Der Kaiser genehmigte 1855 den Vorschlag des Feldzeugmeisters, Nagy zu seinen Stellvertreter zu ernennen. Zwei Jahre später zum Feldmarschall-Leutnant befördert, wurde er Chef der 2 Abteilung beim Armee-Oberkommando. Im Kriegsjahr 1859 fungierte er als Stellvertreter des Zivil- und Militärgouverneurs (FML Baron Mamula) von Dalmatien und hatte den Auftrag die festen Plätze in Verteidigungszustand zu setzen. Am 4. August 1859 kehrte er nach dreimonatlicher aktiven Dienst auf seinen früheren Posten im Kriegsministerium zurück. Zudem wurde er zum Oberst-Inhaber des Infanterie-Regiments Nr. 70 ernannt.
Am 26. Februar 1861 wurde er mit der Führung des General-Quartiermeisters betraut, wo er bis zum 24. November 1864 verblieb. Im März 1870 befürwortete er die Armee-Reserve zu erhöhen und betrieb die Aufstellung von 6 neuen Landwehr-Bataillonen. Im 61. Lebensjahr trat er von der Leitung im Generalstab zurück und übernahm das Festungskommando von Theresienstadt. Wenig später in den wohlverdienten Ruhestand versetzt, wurde er als Feldzeugmeister-Charakters ad honores verabschiedet.